# Ноу-Нейм (Колорадо)
Ноу-Нейм (англ. No Name) — переписна місцевість (CDP) в США, в окрузі Гарфілд штату Колорадо. Населення — 117 осіб (2020).

## Географія
Ноу-Нейм розташований за координатами 39°33′35″ пн. ш. 107°17′34″ зх. д. / 39.55972° пн. ш. 107.29278° зх. д. (39.559718, -107.292816).  За даними Бюро перепису населення США в 2010 році переписна місцевість мала площу 0,46 км², уся площа — суходіл.

## Демографія
Згідно з переписом 2010 року, у переписній місцевості мешкали 123 особи в 54 домогосподарствах у складі 36 родин. Густота населення становила 268 осіб/км².  Було 60 помешкань (131/км²).
Расовий склад населення:
| - 96,7 % — білих |

До двох чи більше рас належало 3,3 %. Частка іспаномовних становила 5,7 % від усіх жителів.
За віковим діапазоном населення розподілялося таким чином: 19,5 % — особи молодші 18 років, 65,9 % — особи у віці 18—64 років, 14,6 % — особи у віці 65 років та старші. Медіана віку мешканця становила 48,5 року. На 100 осіб жіночої статі у переписній місцевості припадало 108,5 чоловіків;  на 100 жінок у віці від 18 років та старших — 110,6 чоловіків також старших 18 років.
Цивільне працевлаштоване населення становило 83 особи. Основні галузі зайнятості: роздрібна торгівля — 51,8 %, будівництво — 12,0 %, публічна адміністрація — 10,8 %.